# 弗拉特科·马尔科维奇

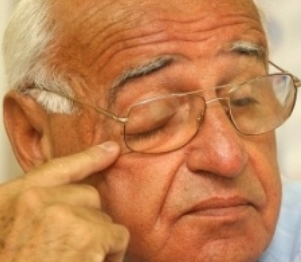
弗拉特科·马尔科维奇

弗拉特科·马尔科维奇（1937年1月1日—2013年9月23日），克罗地亚男子足球运动员，场上位置是后卫。他曾代表南斯拉夫国家队参加1962年国际足联世界杯，结果队伍获得第四名。